# SN 2000V
SN 2000V – supernowa typu Ia odkryta 6 marca 2000 roku w galaktyce A120328-0547. W momencie odkrycia miała maksymalną jasność 20,60m.